# Commission des transports et du tourisme
La Commission du transport et tourisme (TRAN) est l'une des 22 commissions et sous-commissions du Parlement européen. Elle traite les questions relatives au développement d'une politique commune des transports (que ce soit par chemin de fer, par route, par voie navigable, par voie maritime ou aérienne), à celles relatives au tourisme ainsi qu'aux services postaux.
En 2020, la Commission propose que soit instituée une Année Européenne du Rail pour l'année suivante, afin de créer un véritable chantier européen sur la mobilité durable, en accord avec les objectifs du Pacte Vert pour l'Europe,.

## Membres de la commission

### Législature 2009-2014
| Nom                  | Position au sein de la commission | Pays        | Groupe politique |
| -------------------- | --------------------------------- | ----------- | ---------------- |
| Brian Simpson        | Président                         | Royaume-Uni | S&D              |
| Peter van Dalen      | Vice-président                    | Pays-Bas    | CRE              |
| Silvia Adriana Țicău | Vice-présidente                   | Roumanie    | S&D              |
| Dieter-Lebrecht Koch | Vice-président                    | Allemagne   | PPE              |
| Inés Ayala Sender    | Vice-présidente                   | Espagne     | S&D              |

### Législature 2019-2024
| Nom                  | Position au sein de la commission | Pays      | Groupe politique |
| -------------------- | --------------------------------- | --------- | ---------------- |
| Karima Delli         | Présidente                        | France    | Verts/ALE        |
| István Ujhelyi       | Vice-président                    | Hongrie   | S&D              |
| Sven Schulze         | Vice-président                    | Allemagne | PPE              |
| Andris Ameriks       | Vice-président                    | Lettonie  | S&D              |
| Jan-Christoph Oetjen | Vice-président                    | Allemagne | RE               |